# Стецівська сільська рада (Снятинський район)
Стецівська сільська рада — колишній орган місцевого самоврядування у Снятинському районі Івано-Франківської області з адміністративним центром у с. Стецева.

## Населені пункти
Сільській раді підпорядковані населені пункти:
- с. Стецева
- с. Стецівка

## Склад ради
Рада складається з 21 депутата та голови.

### Керівний склад ради
| ПІБ                      | Основні відомості                                                             | Дата обрання | Дата звільнення |
| ------------------------ | ----------------------------------------------------------------------------- | ------------ | --------------- |
| Личук Василь Миколайович | Сільський голова, 1956 року народження, освіта, безпартійний                  | 26.03.2006   | 31.10.2010      |
| Личук Василь Миколайович | Сільський голова, 1956 року народження, освіта середня загальна, безпартійний | 31.10.2010   |                 |

Примітка: таблиця складена за даними джерела